# The Tortured Poets Department
The Tortured Poets Department là album phòng thu thứ mười một đã được ra mắt của nữ ca sĩ kiêm sáng tác âm nhạc Taylor Swift, được phát hành vào ngày 19 tháng 4, 2024 bởi Republic Records. Swift đã thông báo về album này tại Giải Grammy lần thứ 66 sau chiến thắng giải thưởng ở hạng mục Album giọng pop xuất sắc nhất cho album phòng thu thứ mười, Midnights (2022). Album bao gồm mười sáu bài hát.
Hai tiếng sau khi album bản tiêu chuẩn được ra mắt, Swift thông báo sự ra mắt bất ngờ của bản mở rộng mang tên The Anthology, bao gồm mười sáu bài hát ban đầu và mười lăm bài hát bổ sung, cũng như lựa chọn "Fortnight" (kết hợp cùng nghệ sĩ Post Malone) làm đĩa đơn dẫn đầu cho album.

## Bối cảnh
Taylor Swift đã phát hành album phòng thu thứ mười của cô, Midnights, vào ngày 21 tháng 10, 2022, và đã đạt được thành công rộng rãi về mặt thương mại cũng như phê bình. Bên cạnh đó, cô cũng đã phát hành lại các album tái thu âm như Speak Now (Taylor's Version) và 1989 (Taylor's Version), vào năm 2023, như là một phần trong dự án tái thu âm của cô. Midnights cũng đã có được sáu đề cử Giải Grammy tại Giải Grammy lần thứ 66 vào ngày 4 tháng 2, 2024.
Swift đã nhá hàng việc phát hành album mới của cô bằng việc thay đổi tất cả những ảnh đại diện trên các nền tảng xã hội thành phiên bản trắng đen của ảnh bìa trước đó và bảo gồm cả ảnh bìa album của Midnights; những người hâm mộ của cô, những Swifties, cùng suy đoán trên cộng đồng mạng rằng Swift đang chuẩn bị phát hành Reputation (Taylor's Version), bản tái thu âm sắp tới của album thứ sáu của cô, Reputation (2017). Trang web của Swift dường như đã bị đánh sập và được thay thế bằng mã trạng thái HTTP 321 không tổn tại, cũng như là mã lỗi "hneriergrd", mà người hâm mộ của cô đã giải mã rằng đó là việc đảo chữ của từ ''red herring (cá trích đỏ)". Cô đã tham dự Lễ trao giải Grammy và thành công chiến thắng ở hai hạng mục Album giọng pop xuất sắc nhất và Album của năm cho album Midnights. Và trong phần phát biểu khi nhận giải thưởng của mình, cô đã tiết lộ về album phòng thu mới của mình, với tựa đề là The Tortured Poets Department, và thông báo rằng ngày phát hành của album sẽ là 19 tháng 4, 2024. Cô cũng cho biết rằng mình đã giữ bí mật trong hai năm về album này. Ảnh bìa của album cũng đã được đăng tải trên các tài khoản mạng xã hội của cô, cùng với một bức ảnh chụp một tấm ghi chú viết tay có nội dung:
And so I enter into evidence / My tarnished coat of arms / My muses, acquired like bruises / My talismans and charms / The tick, tick, tick of love bombs / My veins of pitch black ink / All's fair in love and poetry...

Trân trọng, Chủ tịch của Tortured Poets Department.

Album đã có sẵn để đặt hàng trước ngay sau bài đăng, cùng với một phiên bản bao gồm một bài hát bổ sung mang tên 'The Manuscript.' 

## Ảnh bìa album
Ảnh bìa của The Tortured Poets Department là bộ bức ảnh trắng-đen được chụp bởi Beth Garrabrant với hình ảnh Swift nằm trên giường trong một tư thế quyến rũ. Tạp chí People đã mô tả nó là một "chiếc bìa gợi cảm".

## Phát hành và phản ứng của công chúng
Vào lúc 11 giờ trưa (giờ Việt Nam) ngày 19 tháng 4, 2024. The Tortured Poets Department chính thức được phát hành rộng rãi trên các nền tảng nghe nhạc trực tuyến cũng như các video lời bài hát được đăng tải trên kênh YouTube chính thức của Taylor Swift.
RollingStone và The Independent là hai tạp chí đầu tiên công bố bài đánh giá tổng quan với số điểm tuyệt đối 5/5. Cây bút Helen Brown của tờ Independent cho rằng:
"Toàn bộ album là một lời nhắc nhở tuyệt vời về sự kết nối vô cùng cá nhân, mãnh liệt mà Swift có thể gợi lên trong bài hát."
Trong khi đó tác giả Rob Sheffield của tờ RollingStone nhận xét: 
"The Tortured Poets Department mang một khía cạnh của Reputation, giống như Reputation rằng có vẻ nó được tạo ra để bối rối mọi người cố gắng giải mã nó trước khi nghe những âm điệu đầu tiên. ... Trong tất cả những bài hát này, Taylor thể hiện đúng tôn chỉ của mình rằng 'tất cả đều công bằng trong tình yêu và thơ ca'."
Tiếp theo đó, tờ The Telegraph của Anh Quốc và trang SputnikMusic lần lượt lên bài đánh giá với số điểm là 4/5 và 4.5/5. Nhà phê bình âm nhạc Neil McCormick đã nhận xét một cách thẳng thừng: 
"Nhưng thành thật mà nói, sau 31 bài hát và 122 phút lắng nghe những suy ngẫm của Swift về cuộc sống tình yêu bị tra tấn của cô, chỉ những kẻ lắng nghe với trái tim sắt đá mới không thực sự cảm thông cho ngôi sao lớn nhất thế giới hoặc tìm thấy điều gì đó để chạm đến chính mình."
Trang đánh giá âm nhạc nổi tiếng Pitchfork đã đánh giá The Tortured Poets Department với số điểm thấp bất ngờ lần lượt 6.6/10 cho bản tiêu chuẩn và 6/10 cho bản The Anthology. Đây là số điểm thấp nhất Taylor Swift từng nhận từ Pitchfork trong suốt gần hai thập kỷ sự nghiệp sáng tác và trình diễn âm nhạc của cô, trước đó album Reputation phát hành năm 2017 chỉ nhận được số điểm 6.5/10. Ngay lập tức trên các nền tảng mạng xã hội, khá nhiều ý kiến đến từ người hâm mộ Swift và một bộ phận người nghe âm nhạc đã cho rằng bài đánh giá của Pitchfork đã thiếu công tâm và đào sâu vào chuyện đời tư của Swift thay vì phân tích rõ nội dung của các bài hát như thường lệ.
[Đang cập nhật...]
Ngày 20 tháng 4, 2024, Taylor Swift đã tạo nên một hiện tượng khổng lồ trên nền tảng âm nhạc trực tuyển Apple Music khi có tới 49 bài hát của cô đồng loạt nắm giữ các vị trí trong bảng xếp hạng Top 100 Toàn cầu, trong đó Fortnight nắm giữ vị trí đầu tiên.
Ngày 24 tháng 4, 2024, nền tảng âm nhạc trực tuyển Spotify tuyên bố The Tortured Poets Department chính thức nắm giữ kỷ lục album nhạc được nghe nhiều nhất trong vòng một tuần với hơn 1 tỷ lượt nghe, đây là lần đầu tiên kỷ lục được ghi nhận trong suốt lịch sử hoạt động của Spotify. Trước đó, ngay trong ngày phát hành, album cũng đã đạt được cột mốc mới là album nhạc đầu tiên đạt được hơn 300 ngàn lượt nghe và là album được nghe nhiều nhất trong vòng một ngày cùng với Fortnight là bài hát được nghe nhiều nhất trong vòng một ngày.
Ngày 29 tháng 4, 2024, Billboard chính thức công bố bảng xếp hạng Billboard Hot 100 tuần mới với 14 bài hát thuộc The Tortured Poets Department nắm trọn Top 14 dẫn đầu bằng đĩa đơn Fortnight (kết hợp cùng Post Malone). Đây là lần thứ hai Taylor Swift thống trị Top 10 trong bảng xếp hạng Billboard Hot 100 trên cùng một album phòng thu (lần đầu tiên vào năm 2022 với album Midnights). Ngoài ra tổng cộng 32 bài hát cùng xuất hiện trên bảng xếp hạng bao gồm 31 bài thuộc The Tortured Poets Department bản tiêu chuẩn và bản bổ sung The Anthology, cùng với bản hit Cruel Summer thuộc Lover ra mắt năm 2019

## Danh sách bài hát
| Danh sách bài hát The Tortured Poets Department phiên bản tiêu chuẩn | Danh sách bài hát The Tortured Poets Department phiên bản tiêu chuẩn | Danh sách bài hát The Tortured Poets Department phiên bản tiêu chuẩn | Danh sách bài hát The Tortured Poets Department phiên bản tiêu chuẩn | Danh sách bài hát The Tortured Poets Department phiên bản tiêu chuẩn |
| STT                                                                  | Nhan đề                                                              | Sáng tác                                                             | Sản xuất                                                             | Thời lượng                                                           |
| -------------------------------------------------------------------- | -------------------------------------------------------------------- | -------------------------------------------------------------------- | -------------------------------------------------------------------- | -------------------------------------------------------------------- |
| 1.                                                                   | "Fortnight" (featuring Post Malone)                                  | Taylor Swift Jack Antonoff Austin Post                               | Swift Antonoff Louis Bell [a]                                        | 3:48                                                                 |
| 2.                                                                   | "The Tortured Poets Department"                                      | Swift Antonoff                                                       | Swift Antonoff                                                       | 4:53                                                                 |
| 3.                                                                   | "My Boy Only Breaks His Favorite Toys"                               | Swift                                                                | Swift Antonoff                                                       | 3:23                                                                 |
| 4.                                                                   | "Down Bad"                                                           | Swift Antonoff                                                       | Swift Antonoff                                                       | 4:21                                                                 |
| 5.                                                                   | "So Long, London"                                                    | Swift Aaron Dessner                                                  | Swift Dessner                                                        | 4:22                                                                 |
| 6.                                                                   | "But Daddy I Love Him"                                               | Swift Dessner                                                        | Swift Dessner Antonoff                                               | 5:40                                                                 |
| 7.                                                                   | "Fresh Out the Slammer"                                              | Swift Antonoff                                                       | Swift Antonoff                                                       | 3:30                                                                 |
| 8.                                                                   | "Florida!!!" (hợp tác với Florence and the Machine)                  | Swift Florence Welch                                                 | Swift Antonoff                                                       | 3:35                                                                 |
| 9.                                                                   | "Guilty as Sin?"                                                     | Swift Antonoff                                                       | Swift Antonoff                                                       | 4:14                                                                 |
| 10.                                                                  | "Who's Afraid of Little Old Me?"                                     | Swift                                                                | Swift Antonoff                                                       | 5:34                                                                 |
| 11.                                                                  | "I Can Fix Him (No Really I Can)"                                    | Swift Antonoff                                                       | Swift Antonoff                                                       | 2:36                                                                 |
| 12.                                                                  | "Loml"                                                               | Swift Dessner                                                        | Swift Dessner                                                        | 4:37                                                                 |
| 13.                                                                  | "I Can Do It With a Broken Heart"                                    | Swift Antonoff                                                       | Swift Antonoff                                                       | 3:38                                                                 |
| 14.                                                                  | "The Smallest Man Who Ever Lived"                                    | Swift Dessner                                                        | Swift Dessner                                                        | 4:05                                                                 |
| 15.                                                                  | "The Alchemy"                                                        | Swift Antonoff                                                       | Swift Antonoff                                                       | 3:16                                                                 |
| 16.                                                                  | "Clara Bow"                                                          | Swift Dessner                                                        | Swift Dessner                                                        | 3:36                                                                 |
| Tổng thời lượng:                                                     | Tổng thời lượng:                                                     | Tổng thời lượng:                                                     | Tổng thời lượng:                                                     | 65:08                                                                |

| The Anthology – Bài hát bổ sung | The Anthology – Bài hát bổ sung    | The Anthology – Bài hát bổ sung | The Anthology – Bài hát bổ sung | The Anthology – Bài hát bổ sung |
| STT                             | Nhan đề                            | Sáng tác                        | Sản xuất                        | Thời lượng                      |
| ------------------------------- | ---------------------------------- | ------------------------------- | ------------------------------- | ------------------------------- |
| 17.                             | "The Black Dog"                    | Swift                           | Swift Antonoff                  | 3:58                            |
| 18.                             | "Imgonnagetyouback"                | Swift Antonoff                  | Swift Antonoff                  | 3:42                            |
| 19.                             | "The Albatross"                    | Swift Dessner                   | Swift Dessner                   | 3:03                            |
| 20.                             | "Chloe or Sam or Sophia or Marcus" | Swift Dessner                   | Swift Antonoff                  | 3:33                            |
| 21.                             | "How Did It End?"                  | Swift Dessner                   | Swift Dessner                   | 3:58                            |
| 22.                             | "So High School"                   | Swift Dessner                   | Swift Dessner                   | 3:48                            |
| 23.                             | "I Hate It Here"                   | Swift Dessner                   | Swift Dessner                   | 4:03                            |
| 24.                             | "thanK you aIMee"                  | Swift Dessner                   | Swift Dessner Antonoff          | 4:23                            |
| 25.                             | "I Look in People's Windows"       | Swift Antonoff Patrik Berger    | Swift Antonoff Berger           | 2:11                            |
| 26.                             | "The Prophecy"                     | Swift Dessner                   | Swift Dessner                   | 4:09                            |
| 27.                             | "Cassandra"                        | Swift Dessner                   | Swift Dessner                   | 4:00                            |
| 28.                             | "Peter"                            | Swift                           | Swift Dessner                   | 4:43                            |
| 29.                             | "The Bolter"                       | Swift Dessner                   | Swift Dessner                   | 3:58                            |
| 30.                             | "Robin"                            | Swift Dessner                   | Swift Dessner                   | 4:00                            |
| 31.                             | "The Manuscript"                   | Swift                           | Swift Dessner                   | 3:44                            |
| Tổng thời lượng:                | Tổng thời lượng:                   | Tổng thời lượng:                | Tổng thời lượng:                | 122:21                          |

| Phiên bản The Black Dog | Phiên bản The Black Dog | Phiên bản The Black Dog | Phiên bản The Black Dog | Phiên bản The Black Dog |
| STT                     | Nhan đề                 | Sáng tác                | Sản xuất                | Thời lượng              |
| ----------------------- | ----------------------- | ----------------------- | ----------------------- | ----------------------- |
| 17.                     | "The Black Dog"         | Swift                   | Swift Antonoff          | 3:58                    |
| Tổng thời lượng:        | Tổng thời lượng:        | Tổng thời lượng:        | Tổng thời lượng:        | 69:06                   |

| Phiên bản The Albatross | Phiên bản The Albatross | Phiên bản The Albatross | Phiên bản The Albatross | Phiên bản The Albatross |
| STT                     | Nhan đề                 | Sáng tác                | Sản xuất                | Thời lượng              |
| ----------------------- | ----------------------- | ----------------------- | ----------------------- | ----------------------- |
| 17.                     | "The Albatross"         | Swift Dessner           | Swift Dessner           | 3:03                    |
| Tổng thời lượng:        | Tổng thời lượng:        | Tổng thời lượng:        | Tổng thời lượng:        | 68:11                   |

| Phiên bản The Bolter | Phiên bản The Bolter | Phiên bản The Bolter | Phiên bản The Bolter | Phiên bản The Bolter |
| STT                  | Nhan đề              | Sáng tác             | Sản xuất             | Thời lượng           |
| -------------------- | -------------------- | -------------------- | -------------------- | -------------------- |
| 17.                  | "The Bolter"         | Swift Dessner        | Swift Dessner        | 3:58                 |
| Tổng thời lượng:     | Tổng thời lượng:     | Tổng thời lượng:     | Tổng thời lượng:     | 69:06                |

| Phiên bản The Manuscript | Phiên bản The Manuscript | Phiên bản The Manuscript | Phiên bản The Manuscript | Phiên bản The Manuscript |
| STT                      | Nhan đề                  | Sáng tác                 | Sản xuất                 | Thời lượng               |
| ------------------------ | ------------------------ | ------------------------ | ------------------------ | ------------------------ |
| 17.                      | "The Manuscript"         | Swift                    | Swift Dessner            | 3:44                     |
| Tổng thời lượng:         | Tổng thời lượng:         | Tổng thời lượng:         | Tổng thời lượng:         | 68:52                    |

Notes
- ^[a] có nghĩa là sản xuất giọng hát

## Lịch sử phát hành
| Khu vực  | Ngày                | Phiên bản      | Định dạng                  | Hãng đĩa | Nguồn  |
| -------- | ------------------- | -------------- | -------------------------- | -------- | ------ |
| Toàn cầu | 19 tháng 4 năm 2024 | Tiêu chuẩn     | Tải kĩ thuật số Trực tuyến | Republic | [ 20 ] |
| Toàn cầu | 19 tháng 4 năm 2024 | The Anthology  | Tải kĩ thuật số Trực tuyến | Republic | [ 20 ] |
| Toàn cầu | 19 tháng 4 năm 2024 | The Manuscript | Cassette CD LP             | Republic | [ 20 ] |
| Toàn cầu | 19 tháng 4 năm 2024 | The Albatross  | Cassette CD LP             | Republic | [ 20 ] |
| Toàn cầu | 19 tháng 4 năm 2024 | The Bolter     | Cassette CD LP             | Republic | [ 20 ] |
| Toàn cầu | 19 tháng 4 năm 2024 | The Black Dog  | Cassette CD LP             | Republic | [ 20 ] |